# Andrena tildeni
Andrena tildeni är en biart som beskrevs av Ribble 1974. Andrena tildeni ingår i släktet sandbin, och familjen grävbin. Inga underarter finns listade i Catalogue of Life.